# Bază Lewis
O bază Lewis (denumită după chimistul Gilbert N. Lewis) este, în teoria acido-bazică a lui Lewis, orice moleculă sau ion care este capabil să formeze o legătură covalentă coordinativă prin cedarea de perechi de electroni unui acid Lewis. Astfel, bazele Lewis sunt donori de electroni sau nucleofili.

## Exemple
De exemplu, amoniacul (NH3) este o bază Lewis deoarece poate dona o pereche de electroni neparticipanți la legăturile moleculei.